# Кинг Сизар
Кинг Сизар (Король Сизар) (яп. キングシーサー King Caesar) — вымышленный кайдзю из фильмов о Годзилле, один из последних классических кайдзю периода Сёва (1954—1975). Защитник Окинавы , оказал Годзилле большую помощь в его первой битве с Мехагодзиллой .

## Описание
Один из самых странных кайдзю во франшизе о Годзилле. Гигантский красноглазый монстр с большими ушами и длинным хвостом. Похож на льва, отдалённо напоминает собаку. Кожа чешуйчатая, местами покрыта золотистой шерстью. Ходит на задних лапах. Когда злится, то уши встают торчком . Его можно призвать с помощью статуэтки и молитвы , которую прочла Мираяби , чтобы разбудить его .

### Размеры
- Рост: 50 м (Сёва), 100 м (Миллениум).
- Вес 30 000 т (Сёва), 50 000 т (Миллениум).

### Способности
В фильме Годзилла против Мехагодзиллы мог отражать глазами тепловые атаки и лучи Мехагодзиллы .  Любимый 
приём - наносить удар головой с разбега. В «Финальных войнах» также разбегается и напрыгивает на врагов, в этом фильме у него проявляются его навыки боевых искусств.

## Взаимоотношения с другими персонажами
- Годзилла — неизвестный мутировавший динозавр.
- Мехагодзилла — инопланетный робот, был уничтожен Кинг Сизаром и Годзиллой.
- Ангирус — мутировавший анкилозавр. В первом фильме не встретился с Кинг Сизаром, но являлся его союзником.
- Родан — гигантский птеранодон. В «Финальных войнах» вместе с Кинг Сизаром контролировался пришельцами Ксиленами.
- Камакурас — гигантский богомол.
- Эбира — огромная креветка;
- Зилла — мутировавшая игуана;
- Кумонга — громадный хищный паук;
- Гайган — инопланетный киборг;
- Кинг Гидора — трёхголовый дракон, контролируемый пришельцами;
- Хэдора — грязевой монстр;
- Минилла — сын Годзиллы;
- Манда — морской дракон.

## Появления
Сёва
- Годзилла против Мехагодзиллы (1974)

В этом фильме Кинг Сизар был древним спящим в скале монстром, который пробудился с помощью  молитвы Мираяби , чтобы спасти мир вместе с Годзиллой от Мехагодзиллы. В финале фильма Кинг Сизар помогает Годзилле одолеть Мехагодзиллу , оторвав ему голову .
Миллениум
- Годзилла: Финальные войны (2004)

В этом фильме Кинг Сизар был одним из монстров, которых контролировали Ксилены. Был побежден, однако оставлен в живых вместе с Роданом и Ангирусом в схватке с Годзиллой.

## Компьютерные игры
Кинг Сизар также появлялся в компьютерных играх по мотивам фильмов о Годзилле: Godzilla Trading Battle и Godzilla: Unleashed. В играх у Кинг Сизара есть ещё одна сверхспособность — он может испускать огонь из глаз.

## Влияние образа
Кинг Сизар стал прототипом для ожившего сфинкса Норззага из американского мультсериала «Зилла». По сюжету, оживший Норззаг разрушал города в пустыне на Аравийском полуострове, пока он не был побеждён Зиллой. Норзагг имеет сходство с сфинксом из греческой мифологии .